# Ferécrates
Ferécrates (en griego: Φερεκράτης), poeta griego de la comedia ateniense, fue contemporáneo de Cratino, Crates y Aristófanes. Fue vencedor por lo menos una vez en las Dionisias urbanas, primero, probablemente, a mediados de la década del 440 a. C., y dos veces en las Leneas, la primera probablemente al final de la década del 430 a. C.
Ferécrates fue especialmente famoso por su imaginación inventiva, y la elegancia y pureza de su dicción están atestiguadas por el epíteto Ἀττικώτατος (el más ático) aplicado a él por Ateneo y el sofista Frínico. Ferécrates fue el inventor de un nuevo metro, llamado en honor a él ferecrateano, que a menudo se encuentra en los coros de las tragedias griegas y en obras de Horacio.
Según un ensayo anónimo sobre la tragedia, Ferécrates escribió 18 obras, por lo que uno o más de los 19 títulos sobrevivientes ha de descontarse por algún motivo (i.e. asignando la obra dramática a otro escritor que escribió una comedia con el mismo nombre, y asumiendo un antiguo error de investigación, o identificando, por ejemplo, Heracles el humano y El falso Heracles como una sola obra con varios títulos). Se conservan 288 fragmentos (entre ellos, seis dudosos) de sus comedias, más los títulos de las siguientes obras: Los hombres buenos, Los salvajes, Heracles el humano, Los desertores, Las brujas, El maestro esclavo, El hombre olvidadizo (o El mar), La cocina (o El festival de toda la noche), Coriano, Bueno para nada, Las joyas, Los mineros, Los hombres-hormiga, Los persas, Petale, La Tiranía, Quirón, y El falso Heracles. 
La edición estándar de los fragmentos y los testimonios está en Kassel-Austin: Poetae Comici Graeci, VII.